# Gare de Sy
La gare de Sy est une halte ferroviaire belge de la ligne 43, de Liège (Angleur) à Marloie, située au village de Sy sur le territoire de la commune de Ferrières, en Région wallonne dans la province de Liège.
C’est une halte ferroviaire de la Société nationale des chemins de fer belges (SNCB) desservie par des trains Omnibus (L) et Heure de pointe (P).

## Situation ferroviaire
Établie à 128 mètres d'altitude, la gare de Sy est située au point kilométrique (PK) 33,40 de la ligne 43, de Liège (Angleur) à Marloie, entre les gares de Hamoir et de Bomal.

## Histoire
Le point d'arrêt de Sy est mis en service le 31 octobre 1891 par l’Administration des chemins de fer de l’État belge sur la ligne de Liège à Marloie, entre les gares de Hamoir et de Bomal (distantes de 4 105 m et 3 566 m) en service depuis 1866.
Il se trouve dans un virage près du pont sur l'Ourthe suivi d'un tunnel. Une maison de garde, revendue depuis à un particulier, est le seul bâtiment ferroviaire présent sur le site.
Entre mars 1915 et janvier 1917, les voyageurs n'avaient plus accès au point d'arrêt de Sy, fermé puis réservé aux militaires allemands.

## Service des voyageurs

### Accueil
Halte SNCB, c’est un point d'arrêt non géré (PANG) à accès libre. Doté de deux quais avec abris, il dispose d'un distributeur automatique de titres de transport.

### Dessertes
Sy est desservie par des trains Omnibus (L) et Heure de pointe (P) de la SNCB.
La desserte comprend des trains L qui effectuent des missions entre les gares de Liers et de Marloie, ou Rochefort-Jemelle (toutes les heures en semaine et toutes les deux heures les weekends et jours fériés).
En semaine, on retrouve également une paire de trains d’heure de pointe (P) circulant entre Liège-Saint-Lambert et Rochefort-Jemelle, un unique train P de Liège-Guillemins à Marloie (le matin) et, les mercredis, un train P de Liège à Bomal, vers midi.
En été, un unique train touristique (ICT) circulant le matin entre Liers et Rochefort-Jemelle se rajoute aux trains L de cette relation durant les week-ends.

### Intermodalité
Le stationnement des véhicules est difficile à proximité.

## Comptage voyageurs
Le graphique et le tableau montrent le nombre de passagers qui en moyenne embarquent durant la semaine, le samedi et le dimanche.
| Nombre de voyageurs qui embarquent à la gare de Sy | Nombre de voyageurs qui embarquent à la gare de Sy | Nombre de voyageurs qui embarquent à la gare de Sy | Nombre de voyageurs qui embarquent à la gare de Sy |
|                                                    | Semaine                                            | Samedi                                             | Dimanche                                           |
| -------------------------------------------------- | -------------------------------------------------- | -------------------------------------------------- | -------------------------------------------------- |
| 1977                                               | 58                                                 | 34                                                 | 41                                                 |
| 1978                                               | 57                                                 | 29                                                 | 23                                                 |
| 1979                                               | 62                                                 | 22                                                 | 23                                                 |
| 1980                                               | 50                                                 | 46                                                 | 13                                                 |
| 1981                                               | 61                                                 | 30                                                 | 12                                                 |
| 1982                                               | 49                                                 | 24                                                 | 17                                                 |
| 1983                                               | 48                                                 | 25                                                 | 13                                                 |
| 1984                                               | 60                                                 | 34                                                 | 42                                                 |
| 1985                                               | 62                                                 | 37                                                 | 72                                                 |
| 1986                                               | 59                                                 | 37                                                 | 43                                                 |
| 1987                                               | 76                                                 | 28                                                 | 48                                                 |
| 1988                                               | 72                                                 | 48                                                 | 50                                                 |
| 1989                                               | 64                                                 | 28                                                 | 43                                                 |
| 1990                                               | 38                                                 | 23                                                 | 37                                                 |
| 1991                                               | 58                                                 | 22                                                 | 64                                                 |
| 1992                                               | 44                                                 | 39                                                 | 43                                                 |
| 1993                                               | 60                                                 | 22                                                 | 35                                                 |
| 1994                                               | 47                                                 | 15                                                 | 22                                                 |
| 1995                                               | 34                                                 | 23                                                 | 16                                                 |
| 1996                                               | 43                                                 | 19                                                 | 24                                                 |
| 1997                                               | 45                                                 | 14                                                 | 33                                                 |
| 1998                                               | 64                                                 | 22                                                 | 25                                                 |
| 1999                                               | 49                                                 | 15                                                 | 25                                                 |
| 2000                                               | 59                                                 | 22                                                 | 46                                                 |
| 2001                                               | 25                                                 | 12                                                 | 37                                                 |
| 2002                                               | 54                                                 | 22                                                 | 29                                                 |
| 2003                                               | 47                                                 | 16                                                 | 22                                                 |
| 2004                                               | 50                                                 | 28                                                 | 34                                                 |
| 2005                                               | 39                                                 | 14                                                 | 47                                                 |
| 2006                                               | 41                                                 | 14                                                 | 29                                                 |
| 2007                                               | 43                                                 | 45                                                 | 61                                                 |
| 2008                                               | -                                                  | -                                                  | -                                                  |
| 2009                                               | 58                                                 | 32                                                 | 41                                                 |
| 2010                                               | -                                                  | -                                                  | -                                                  |
| 2011                                               | -                                                  | -                                                  | -                                                  |
| 2012                                               | 50                                                 | 19                                                 | 25                                                 |
| 2013                                               | 84                                                 | 16                                                 | 21                                                 |
| 2014                                               | 42                                                 | 32                                                 | 30                                                 |
| 2015                                               | 33                                                 | 15                                                 | 37                                                 |
| 2016                                               | 45                                                 | 51                                                 | 39                                                 |
| 2017                                               | 37                                                 | 28                                                 | 20                                                 |
| 2018                                               | 74                                                 | 11                                                 | 20                                                 |
| 2019                                               | 49                                                 | 12                                                 | 12                                                 |
| 2020                                               | 26                                                 | 12                                                 | 22                                                 |
| 2021                                               | -                                                  | -                                                  | -                                                  |
| 2022                                               | 86                                                 | 44                                                 | 28                                                 |
| 2023                                               | 91                                                 | 52                                                 | 67                                                 |
| 2024                                               | 110                                                | 32                                                 | 28                                                 |

galerie de photographies
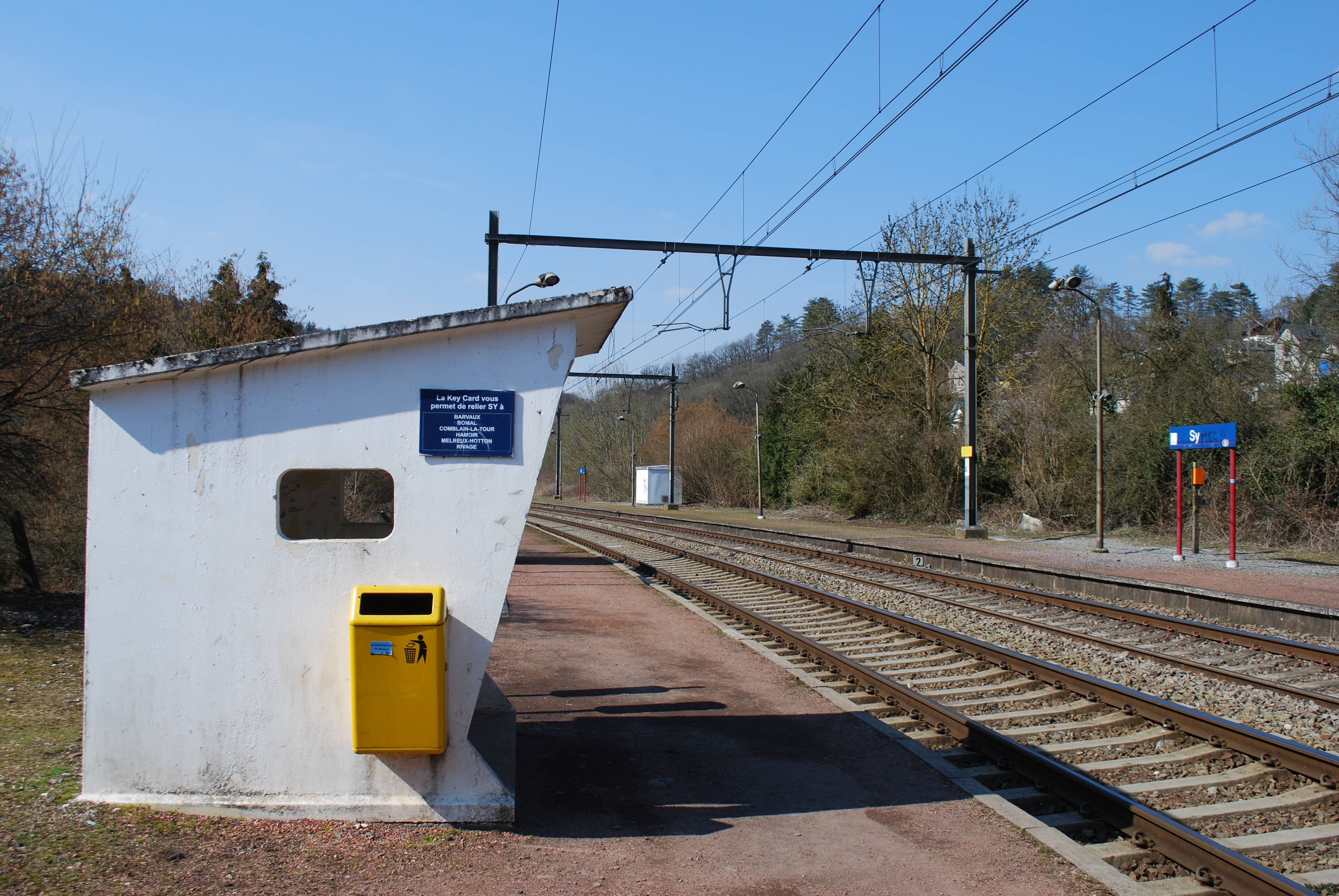
Abri de quai.
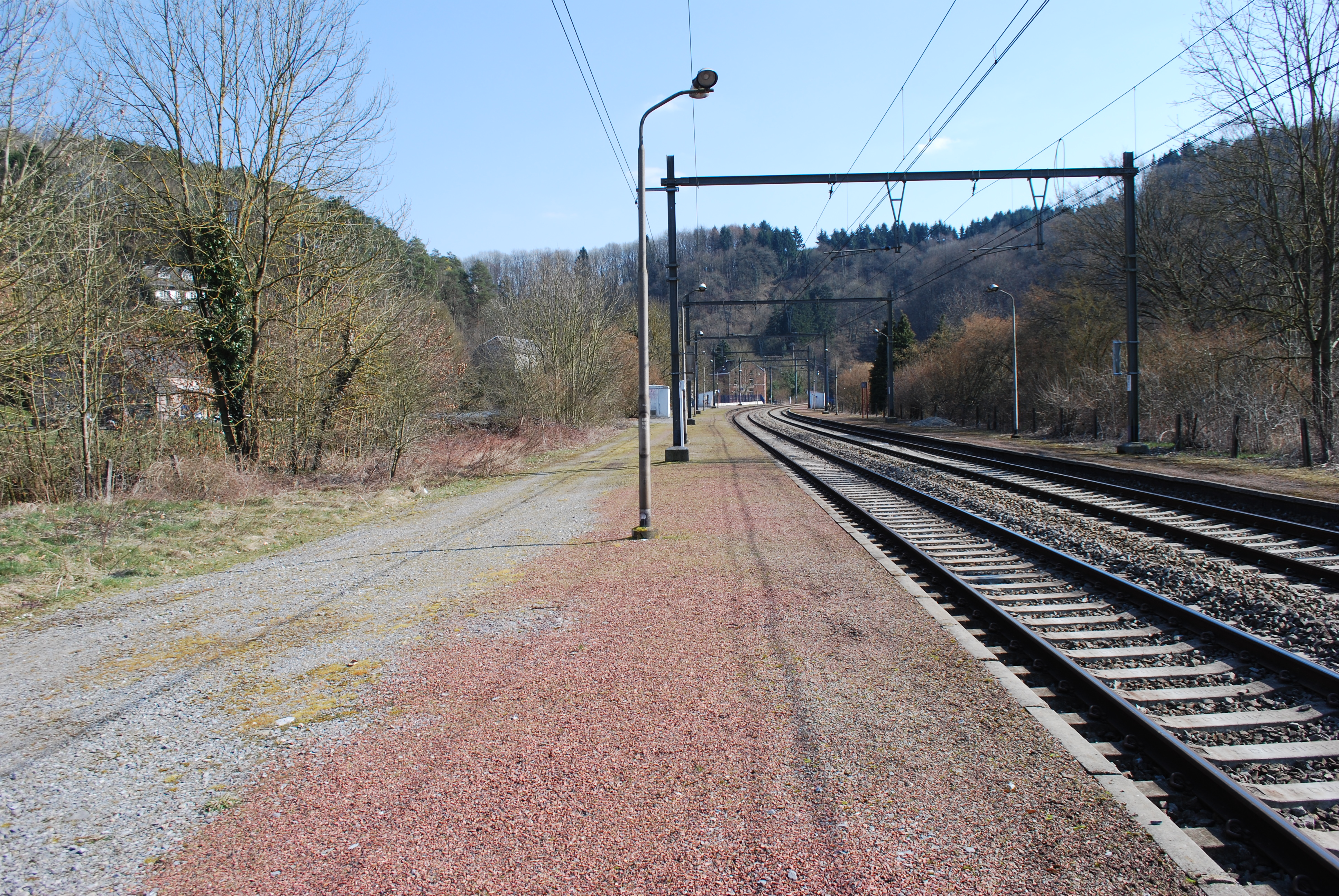
Quais.
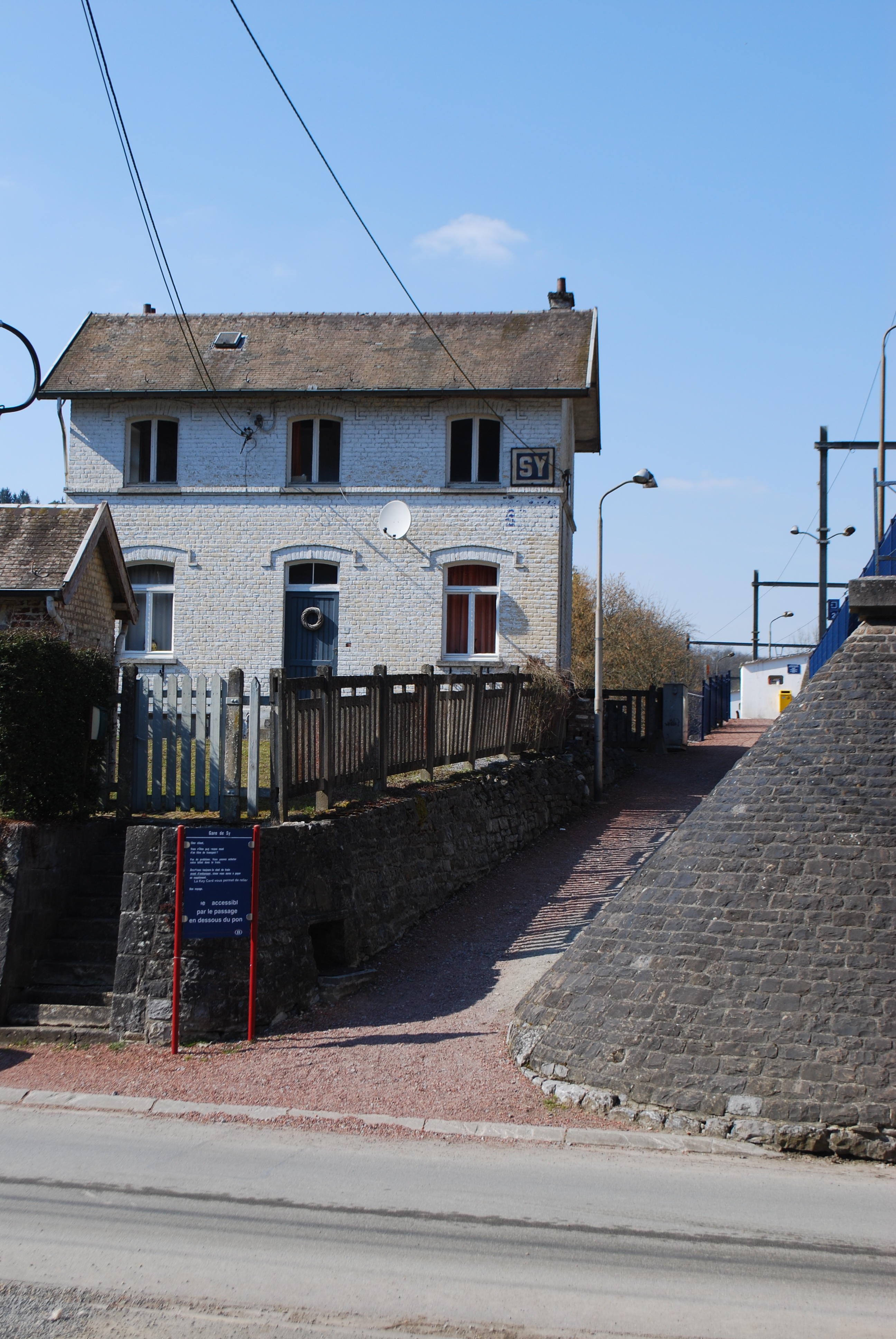
Maison de garde.
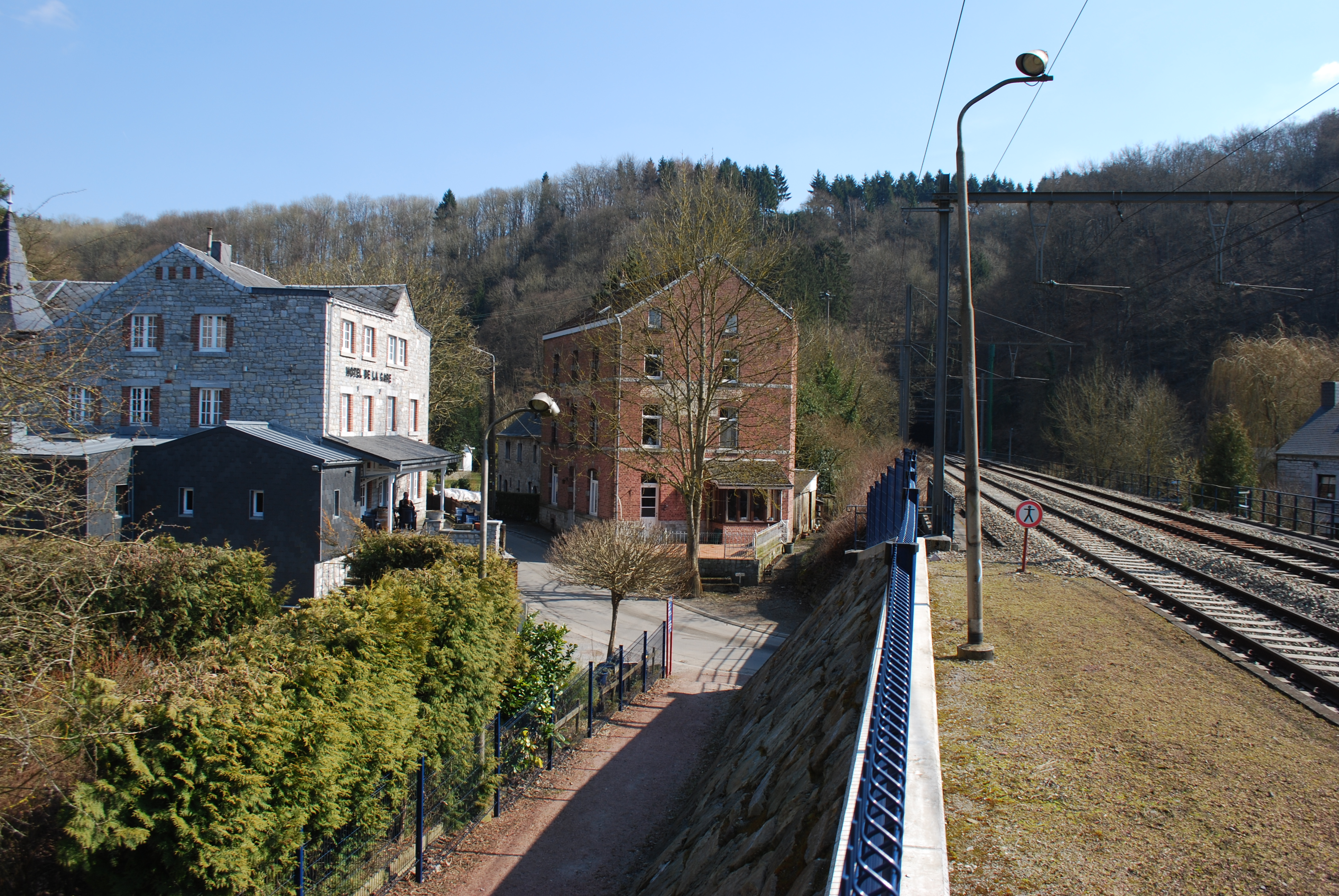
Depuis le talus.
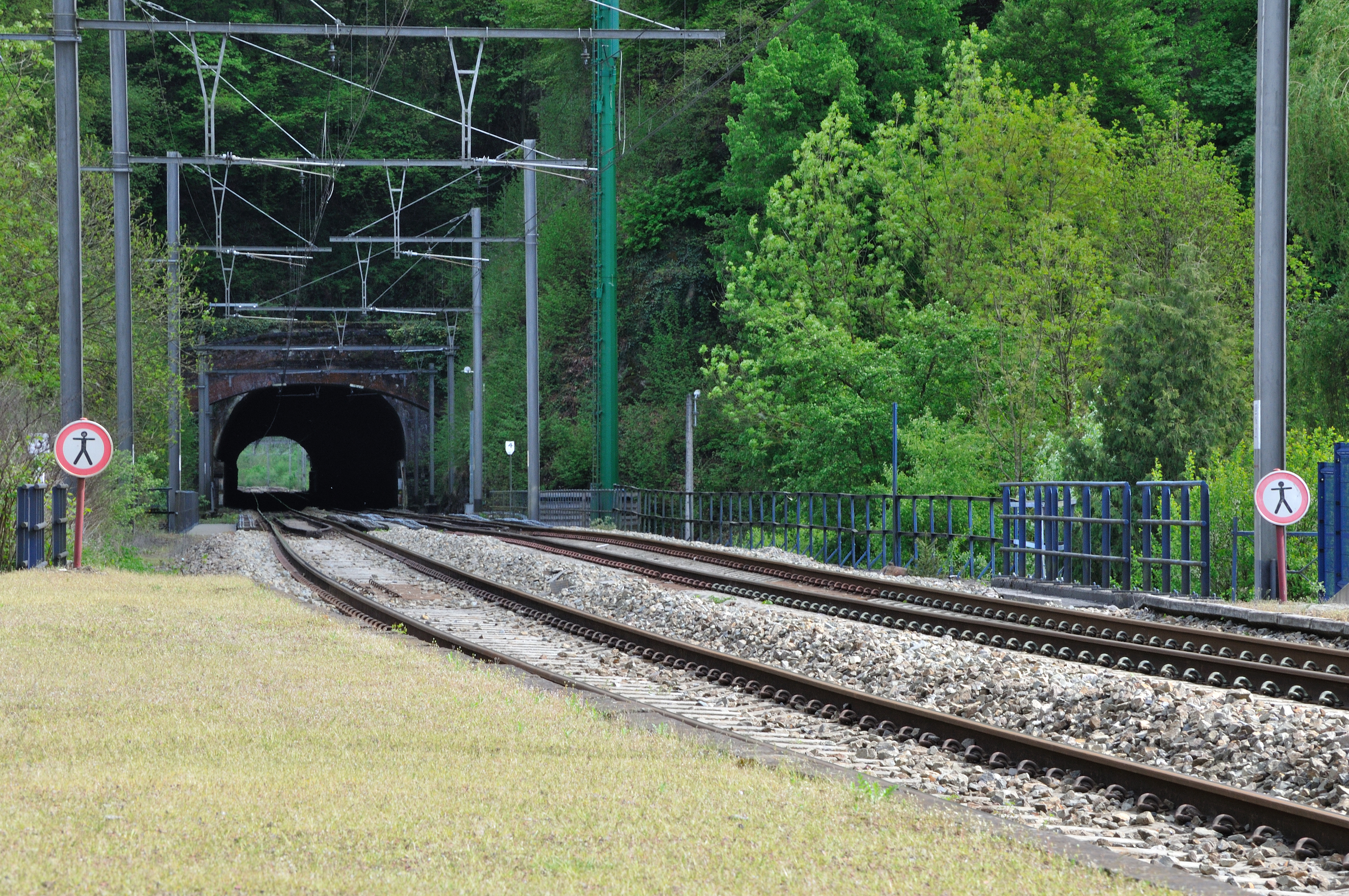
Pont sur l'Ourthe et tunnel.